# Campionat d'Europa de rem
El Campionat d'Europa de rem és una competició europea de rem organitzada per la Federació Internacional de Societats de Rem (FISA) que es disputa anualment. La primera edició es va disputar el 1893 al llac d'Orta, Itàlia. El 1974 fou substituït pel Campionat del món de rem.
El maig de 2006 la FISA va decidir recuperar aquesta competició i el primer campionat de la represa va tenir lloc a Poznań el setembre de 2007.

## Edicions

### Entre 1893 i 1973
- 1893 Llac d'Orta, Itàlia
- 1894 Mâcon, França
- 1895 Ostende, Bèlgica
- 1896 Ginebra, Suïssa
- 1897 Pallanza, Itàlia
- 1898 Torí, Itàlia
- 1899 Ostende, Bèlgica
- 1900 París, França
- 1901 Zúric, Suïssa
- 1902 Estrasburg, Alemanya
- 1903 Venècia, Itàlia
- 1904 París, França
- 1905 Gant, Bèlgica
- 1906 Pallanza, Itàlia
- 1907 Estrasburg o Kehl, Alemanya
- 1908 Llac de Lucerna, Lucerna, Suïssa
- 1909 París, França
- 1910 Ostende, Bèlgica
- 1911 Como, Itàlia
- 1912 Ginebra, Suïssa
- 1913 Gant, Bèlgica, Canal Gant-Terneuzen
- 1914–1919 No es disputa per culpa de la Primera Guerra Mundial
- 1920 Mâcon, França
- 1921 Amstel, Amsterdam, Països Baixos
- 1922 Barcelona, Catalunya
- 1923 Como, Itàlia
- 1924 Zúric, Suïssa
- 1925 Praga, Txecoslovàquia
- 1926 Llac de Lucerna, Lucerna, Suïssa
- 1927 Como, Itàlia
- 1929 Bydgoszcz, Polònia
- 1930 Lieja, Bèlgica
- 1931 París, França
- 1932 Belgrad, Iugoslàvia
- 1933 Budapest, Hongria
- 1934 Rotsee, Lucerna, Suïssa
- 1935 Berlín, Alemanya
- 1937 Amsterdam, Països Baixos
- 1938 Milà, Itàlia
- 1939–1946 No es disputa per culpa de la Segona Guerra Mundial
- 1947 Lucerna, Suïssa
- 1949 Amsterdam, Països Baixos
- 1950 Milà, Itàlia
- 1951 Mâcon, França
- 1953 Copenhaguen, Dinamarca
- 1954 Amsterdam, Països Baixos
- 1955

- Agost de 1955 per les dones: Bucarest, Romania
- Agust/Setembre de 1955 pels homes: Gant, Bèlgica

- 1956 Bled, Iugoslàvia
- 1957 Duisburg, Alemanya Occidental
- 1958 Poznań, Polònia
- 1959 Mâcon, França
- 1960 (proves femenines) Londres, Anglaterra
- 1961 Praga, Txecoslovàquia
- 1962 (proves femenines) Berlín Oriental, Alemanya Oriental
- 1963

- Agost de 1963 pels homes: Copenhaguen, Dinamarca
- Setembre de 1963 per les dones: Moscou, Unió Soviètica

- 1964 Bosbaan, Amsterdam, Països Baixos
- 1965 Duisburg, Alemanya Occidental
- 1966 (proves femenines) Bosbaan, Amsterdam, Països Baixos
- 1967 Vichèi, França
- 1968 (proves femenines) Berlín Oriental, Alemanya Oriental
- 1969 Klagenfurt, Àustria
- 1970 (proves femenines) Tata, Hongria
- 1971 Copenhaguen, Dinamarca
- 1972 (proves femenines) Brandenburg, Alemanya Oriental
- 1973 Moscou, Unió Soviètica

### Des del 2007
| n° | Edició | Ciutat seu               | País seu   |
| -- | ------ | ------------------------ | ---------- |
| 1  | 2007   | Poznań (Llac Malta)      | Polònia    |
| 2  | 2008   | Marató                   | Grècia     |
| 3  | 2009   | Brest                    | Belarús    |
| 4  | 2010   | Montemor-o-Velho         | Portugal   |
| 5  | 2011   | Plòvdiv                  | Bulgària   |
| 6  | 2012   | Varese                   | Itàlia     |
| 7  | 2013   | Sevilla                  | Espanya    |
| 8  | 2014   | Belgrad                  | Sèrbia     |
| 9  | 2015   | Poznań                   | Polònia    |
| 10 | 2016   | Brandenburg an der Havel | Alemanya   |
| 11 | 2017   | Račice                   | Txèquia    |
| 12 | 2018   | Glasgow                  | Regne Unit |